# Thomas Neukirchen (Germanist)
Thomas Neukirchen (geboren 1. Dezember 1961 in Aachen) ist ein deutscher Germanist und Literaturwissenschaftler. Seine Hauptarbeitsgebiete sind die Epik des hohen Mittelalters sowie die frühneuzeitliche Literatur von etwa 1400 bis 1730.

## Wissenschaftliche Laufbahn
1997 wurde Neukirchen an der TU Berlin bei Conrad Wiedemann mit einer Arbeit über die Literatur des 17. Jahrhunderts promoviert. Von 1996 bis 2004 war er wissenschaftlicher Mitarbeiter an der RWTH Aachen. Dort habilitierte sich Neukirchen auch 2004 mit einer Arbeit über ein mittelalterliches Versepos aus dem Bereich der arthurischen Gralsepik, den sogenannten Jüngeren Titurel, das einzige bekannte Werk des Dichters Albrecht (Venia legendi: Deutsche Literatur des Mittelalters und der Frühen Neuzeit).
Anschließend war Neukirchen von 2004 bis 2013 als wissenschaftlicher Oberassistent und (außer im SS 2017) von 2016/17 bis 2018 als Wissenschaftlicher Mitarbeiter an der RWTH Aachen tätig; unterbrochen von Professurvertretungen an der Universität Münster (Sommersemester 2009 und Wintersemester 2011/12) und an der Universität Konstanz (Wintersemester 2009/10). 2015 folgte eine weitere Professurvertretung an der TU Braunschweig (Sommersemester 2015).
Neukirchen war zweimal Stipendiat der DFG: vom Wintersemester 1993/94 bis zum Sommersemester 1996 wurden seine Forschungen durch ein Promotionsstipendium gefördert und vom Sommersemester 2001 bis zum Sommersemester 2003 durch ein Habilitandenstipendium.
Seit Dezember 2024 befindet sich Thomas Neukirchen im Ruhestand.

## Veröffentlichungen
- Inscriptio. Rhetorik und Poetik der Scharfsinnigen Inschrift im Zeitalter des Barock (= Studien zur deutschen Literatur, Bd. 152). Niemeyer, Tübingen 1999, ISBN 978-3-484-18152-6 (zugleich: Dissertation, Technische Universität Berlin, 1997).
- Die ganze ‚aventiure‘ und ihre ‚lere‘. Der Jüngere Titurel Albrechts als Kritik und Vervollkommnung des Parzival Wolframs von Eschenbach (= Beihefte zum Euphorion 52). Winter, Heidelberg 2006, ISBN 978-3-8253-5231-8 (zugleich: Habilitationsschrift, RWTH Aachen, 2004).[3]
- Konrad von Würzburg: ‚Pantaleon‘. Bereinigter diplomatischer Abdruck und Übersetzung (= Texte des späten Mittelalters und der frühen Neuzeit, Bd. 45). Herausgegeben, übersetzt und mit einem Nachwort versehen von Thomas Neukirchen. Erich Schmidt Verlag, Berlin 2008, ISBN 978-3-503-09848-4.
- Karsthans. Thomas Murners Hans Karst und seine Wirkung in sechs Texten der Reformationszeit: Karsthans (1521); Gesprech biechlin neüw Karsthans (1521); Göttliche Mühle (1521); Karsthans, Kegelhans (1521); Thomas Murner: Von dem großen lutherischen Narren (1522, Auszug); Novella (ca. 1523) (= Beihefte zum Euphorion 68). Herausgegeben, übersetzt und kommentiert von Thomas Neukirchen. Winter, Heidelberg 2011, ISBN 978-3-8253-5976-8.
- Thomas Murner: Von dem grossen Lutherischen Narren (1522) (= Beihefte zum Euphorion 83). Herausgegeben, übersetzt und kommentiert von Thomas Neukirchen. Winter, Heidelberg 2014, ISBN 978-3-8253-6388-8.

Ausgewählte Aufsätze und Artikel
- Zerbrochene Erkenntnis. Kritische Bemerkungen zu Thomas Althaus: Epigrammatisches Barock. Berlin, New York: Walter de Gruyter. 1996 (Quellen und Forschungen zur Literatur- und Kulturgeschichte 9 (243)). In: Poetica 32 (2000), S. 227–250.
- Sît sich hât verwandelt diu zît. Alter Sang und neuer Sang beim Burggrafen von Rietenburg in der Redaktion der Handschrift C (MF 19,7-19,27). In: Germanisch-Romanische Monatsschrift 51 (2001), S. 285–302.
- Aller Aufsicht entzogen: Nasos Selbstentleibung und Metamorphose. Bemerkungen zum (Frei-)Tod des Autors in Christoph Ransmayrs Roman Die letzte Welt. In: Germanisch-Romanische Monatsschrift 52 (2002) (=Festschrift Conrad Wiedemann), S. 191–209.
- Albrecht, Verfasser des ‚Jüngeren Titurel‘. In: Killy Literaturlexikon, Bd. 1. 2., vollständig überarbeitete Auflage, Berlin/Boston 2008, S. 75–78.
- Am Nullpunkt der Literatur. Heinrich Wittenwilers Ring und die Tradition der Literaturverachtung. In: Euphorion 104 (2010), S. 247–266.
- Titurel. 1. Der Stoff. 2. Perspektiven der Interpretation. 3. Bibliographie zum ‚Jüngeren Titurel‘ 1807–2009. In: Joachim Heinzle (Hrsg.): Wolfram von Eschenbach. Ein Handbuch. Berlin/Boston 2011, S. 446–475, 502–522, 1307–1346.
- Karsthans. In: Wilhelm Kühlmann u. a. (Hrsg.): Frühe Neuzeit in Deutschland 1520–1620. Literaturwissenschaftliches Verfasserlexikon (VL 16). Berlin 2014, Sp. 506–514.
- Der Einzug des Heeres Willehalms, die Furcht Giburgs und Wolframs Deutsch. Zu Willehalm 237,3–14 und Aliscans LXXXI–LXXXVI. In: Amsterdamer Beiträge zur älteren Germanistik 76 (2016), S. 15–30.
- Edition und Erkenntnis. Für eine neue Ausgabe des Jüngeren Titurel des Dichters Albrecht. In: Zeitschrift für deutsches Altertum und deutsche Literatur 146 (2017), S. 72–89.
- Über die Schönheit des ‚Jüngeren Titurel‘. In: Amsterdamer Beiträge zur älteren Germanistik 79.2 (2019), S. 178–226. (Abstract und Inhaltsverzeichnis)